# Isla de Taboga

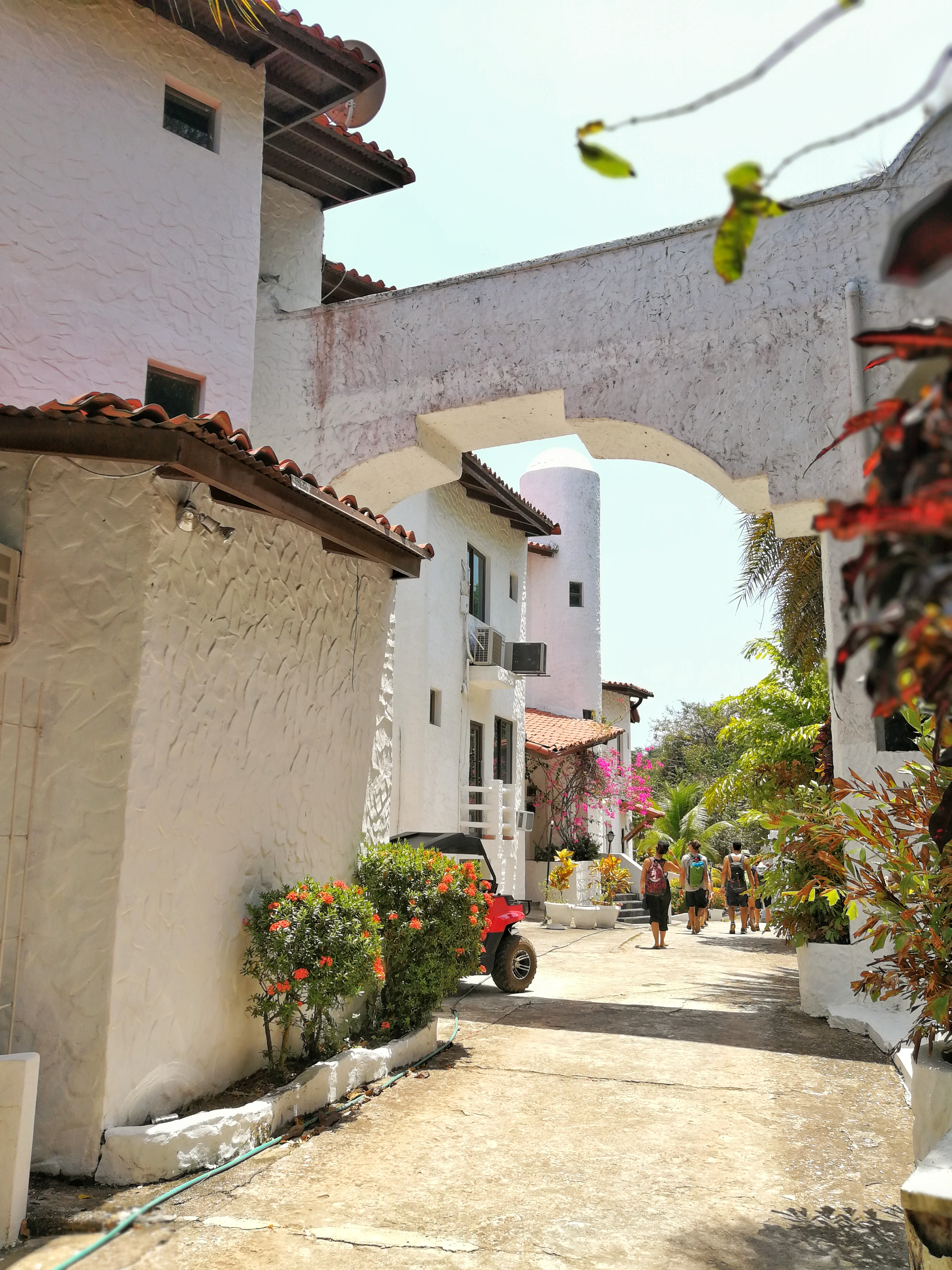
Calle en Isla Taboga - Panamá

La isla de Taboga o simplemente Taboga es una isla que se encuentra en el golfo de Panamá, a unos 20 km de la ciudad de Panamá. Forma parte del distrito de igual nombre, junto con las cercanas islas de Taboguilla, Otoque, Urabá, Melones, Chamá y Estivá. Se conoce con el calificativo popular de Isla de las Flores, por su exuberante vegetación tropical, florecida casi todo el año.

## Historia

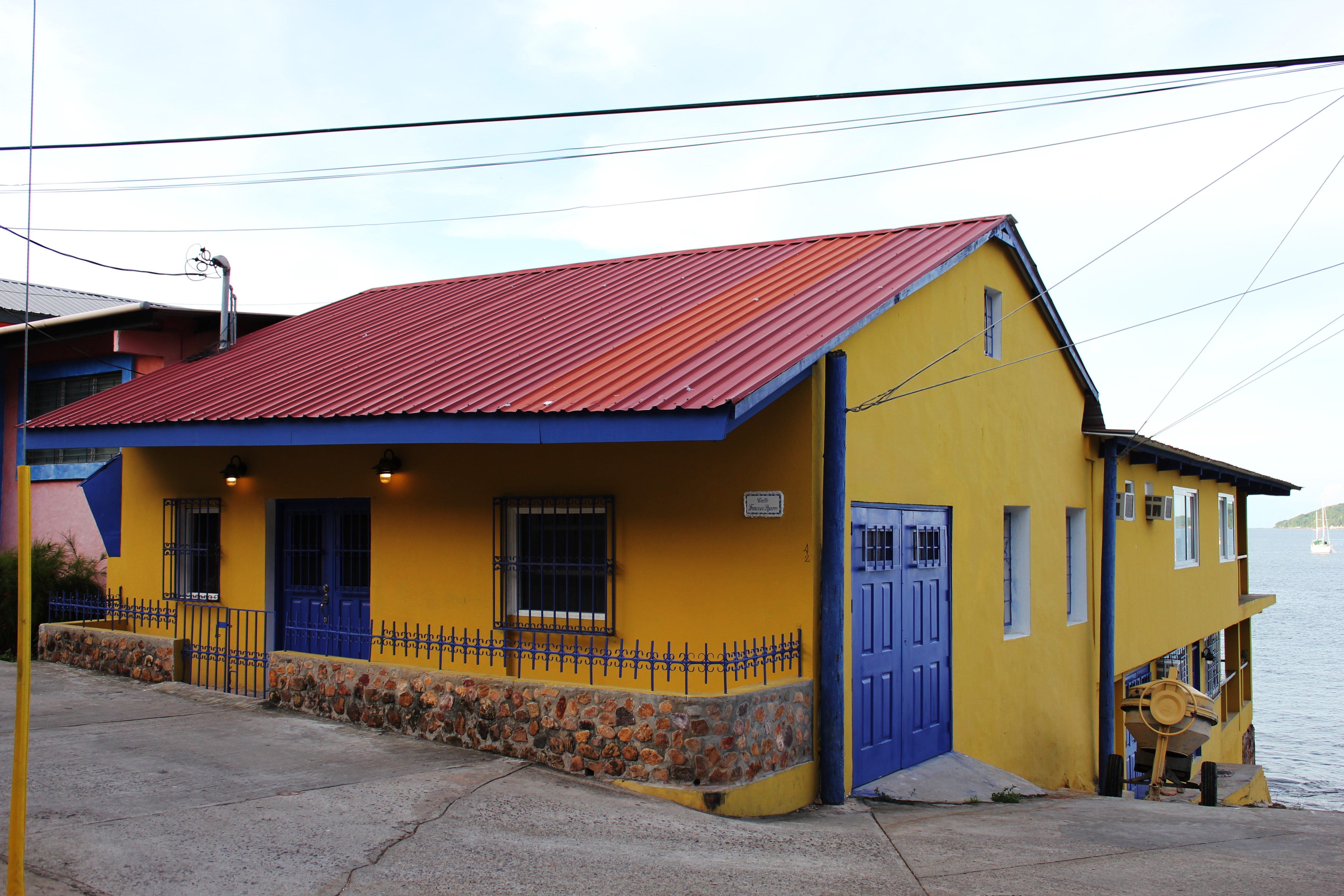
Casa de Francisco Pizarro (restaurada).
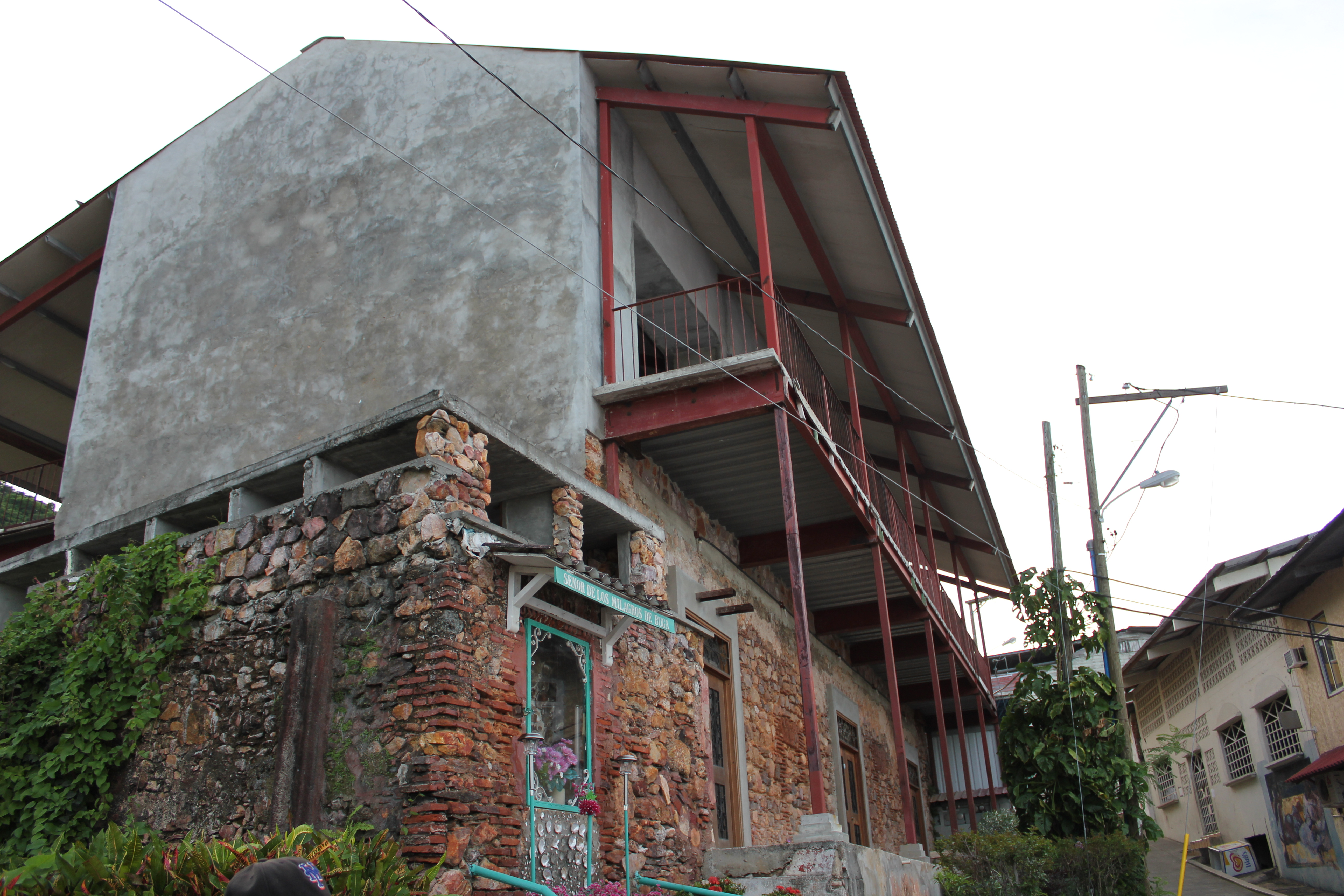
Casa monasterio de Hernando de Luque
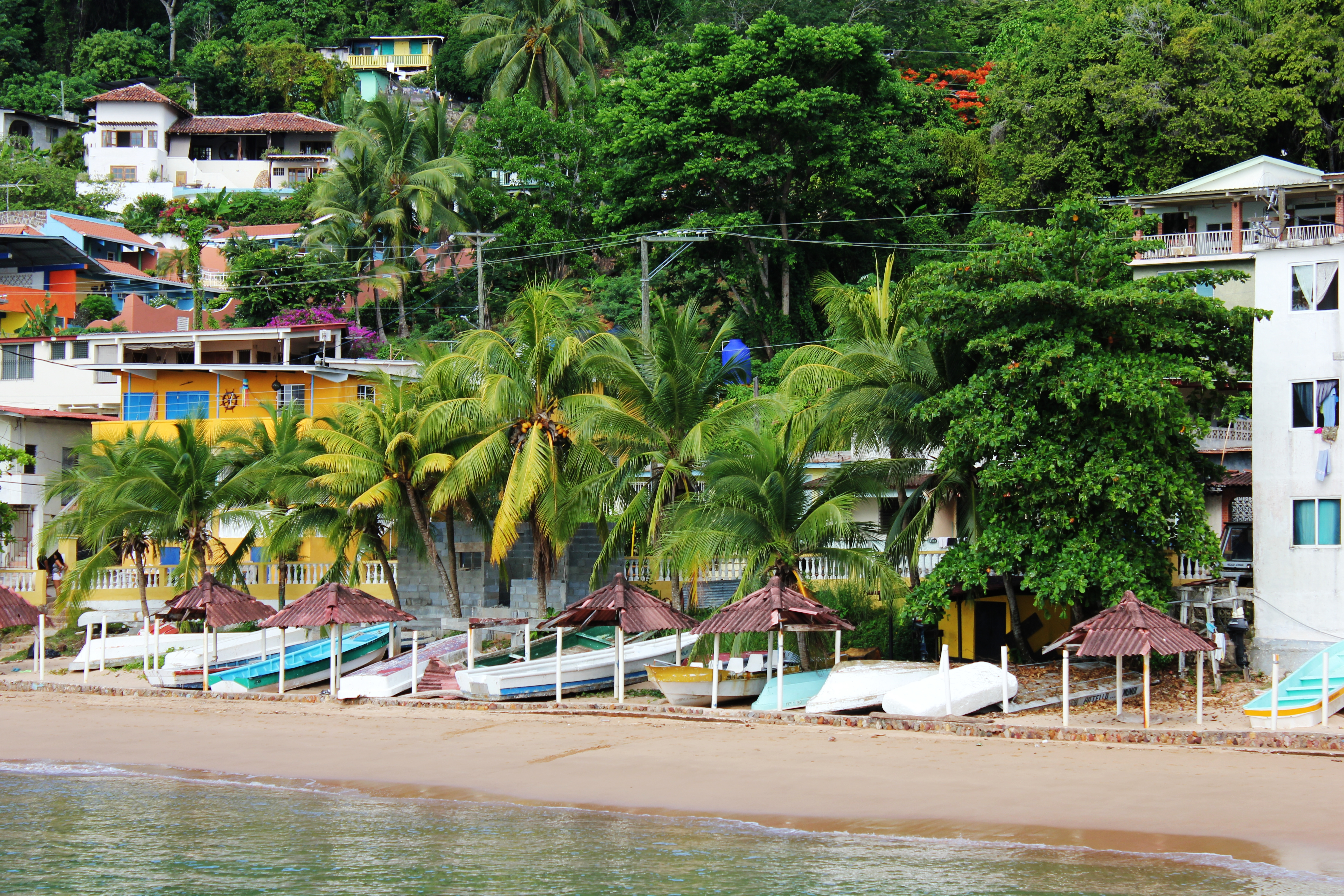
Vista del pueblo desde el muelle principal
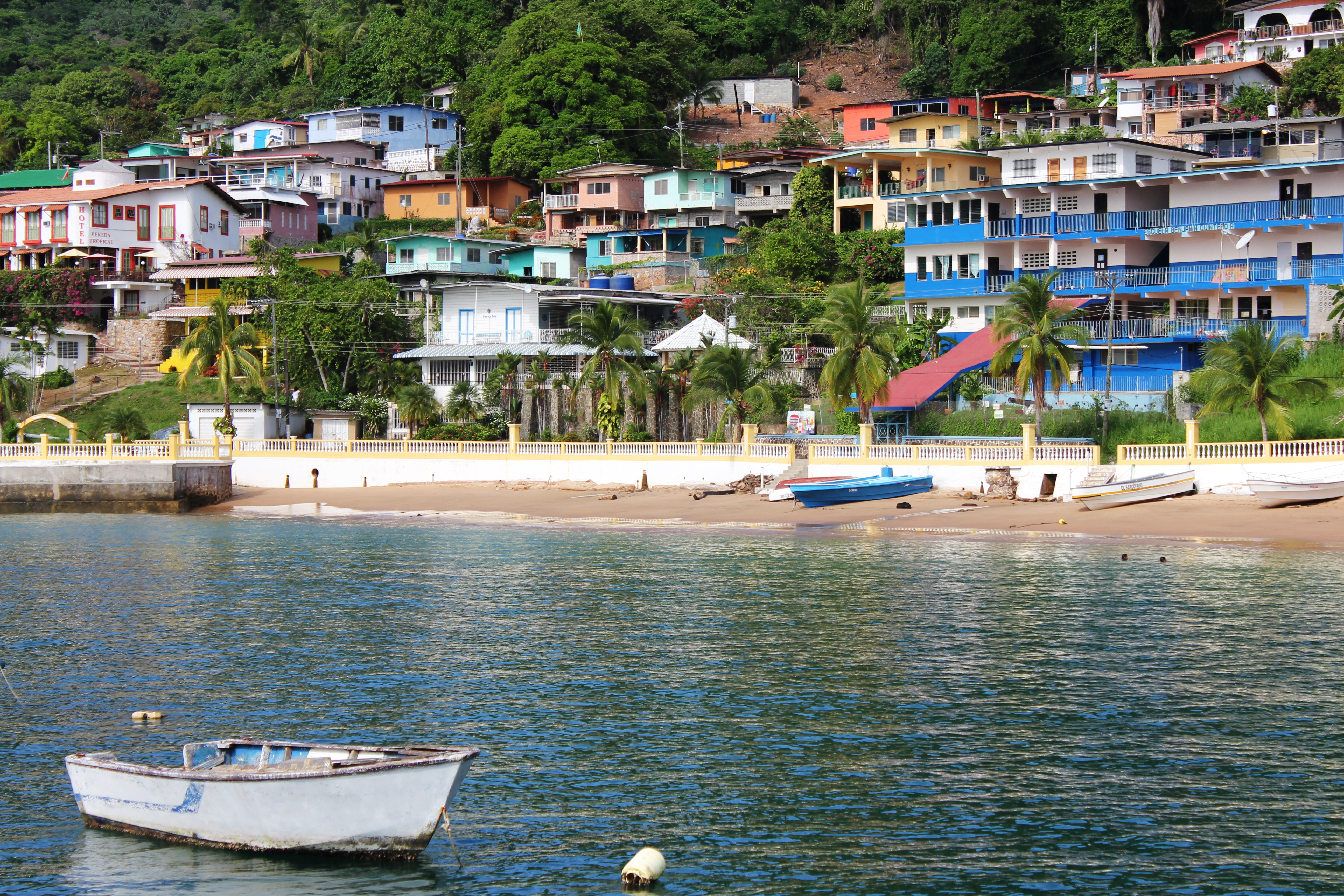
Vista de la playa de Taboga

La historia de Taboga está marcada  por el paso de muchas culturas por sus tierras, con influencias de españoles, franceses, británicos y estadounidenses.
En 1510 ―apenas 18 años después de la llegada de Cristóbal Colón al continente americano― los españoles se establecieron en Santa María la Antigua del Darién. De allí salió la expedición de Vasco Núñez de Balboa que arribaron al océano Pacífico ―que ellos llamaron Mar del Sur―, por esa misma población pasaron personalidades como Pedro Arias de Ávila, Pascual de Andagoya, Francisco Pizarro, Diego de Almagro, Gaspar de Espinosa y el canónigo Hernando de Luque.
En 1515, el cacique París expulsó de sus tierras al español Gonzalo de Badajoz en Parita. Badajoz, en su huida, se embarcó en Chame ―frente a la isla de Otoque― y desembarcó en la isla de Taboga, donde se refugió.
Después de la llegada de los españoles al nuevo océano y al archipiélago de las Perlas, el poblamiento de la isla de Taboga fue una consecuencia lógica ya que estaba a corta distancia de la costa. En 1519, Pedro Arias de Ávila llegó a Taboga buscando fundar una población a orillas del mar. Sin embargo terminó fundando lo que se conoce hoy como Panamá la Vieja (que sería asaltada e incendiada por el pirata Henry Morgan en 1671).
La isla fue bautizada originalmente con el nombre de San Pedro; su nombre actual deriva de la palabra indígena aboga, que significa ‘abundantes peces’. El pequeño pueblo de Taboga fue fundado en 1524 por Hernando de Luque. La Iglesia de San Pedro, alrededor de la cual se desarrolló el poblado original, es considerada como la segunda más vieja de este hemisferio.
En 1524, el sacerdote español Hernando de Luque llegó a la isla y fundó un villorrio a las orillas del mar, al que llamó San Pedro de Taboga (San Pedro es el santo patrono de la isla). Con ayuda de los colonos creó la iglesia de Taboga ―que se supone que es la segunda iglesia más antigua de todo el continente―. Ese mismo año, las expediciones de Francisco Pizarro y de Diego de Almagro partieron de la isla, y el padre Hernando de Luque ―siendo vicario de la catedral de Panamá― les sirvió de ayuda. En la pequeña capilla que fue la antecesora de la iglesia actual, ambos militares tomaron la hostia. Almagro zarpó de Taboga como adelantado de Chile, y Pizarro zarpó a la conquista del Perú. Hernando de Luque se dedicó a la capilla y a la agricultura.
Una tradición señala que en la isla de Taboga nació Isabel Flores de Oliva (1586-1617), que sería conocida como Santa Rosa de Lima, la primera santa del hemisferio americano.
Su padre, Gaspar Flores, era un arcabucero proveniente de Cáceres (España). En 1545, Gaspar Flores partió de España, en 1546 estuvo en Taboga ―vivió en la aldea La Puntilla― y en 1547 llegó a Lima como soldado del «pacificador» Pedro de la Gasca. En 1577 se casó con la criolla limeña María Oliva Herrera. En 1586 la familia Flores Oliva se encontraba con sus tres hijos en la aldea La Puntilla ―en la isla de Taboga― cuando nació Isabel (el 30 de abril de 1586), su cuarta hija. Una semana después partieron de la isla y regresaron a su hogar en Lima, donde Isabel fue bautizada el 25 de mayo de 1586. En 1671 el papa Clemente X la canonizó con el seudónimo «Santa Rosa de Lima».
En Panamá se la conoce como «Santa Rosa de Lima, la Tabogana».
Se tiene conocimiento de que pasaron una noche en la isla los religiosos Bartolomé de las Casas y Tomás de Berlanga.
Los siglos siguientes la isla fue muy visitada buscando oro, perlas y otras riquezas del mar que se habían descubierto y Taboga fue escenario de todo este tránsito.
En 1671, Henry Morgan ―después de destruir la Ciudad de Panamá― envió soldados a la isla con la orden de «saquear y quemar todo».
En 1685, William Dampier fondeó su barco en las costas de la isla.
En 1686, el pirata Hawkins se instaló en la isla. Otros piratas también utilizaron la isla para abastecerse.
Durante el siglo XVII, la isla fue frecuentada por piratas que la utilizaron para abastecerse. El pirata Henry Morgan envió tropas a la isla en 1671 con orden de saquearla, sin embargo, se cree que se dedicaron a tomarse todo el vino del lugar, sin causar más estragos, ni daño a sus habitantes.
El hecho de que Taboga fuera el punto de partida y regreso de todas esas expediciones se debe a que está orientada hacia el sur, lo que la hacía propicia para la entrada a Panamá.
En Taboga y en la vecina isla Taboguilla existía también la cosecha de perlas. Desde el siglo XVIII hubo una gran actividad económica con ese valioso bien.
En el año 1819, durante las Guerras de independencia hispanoamericanas, la población de Taboga, fiel al imperio español, fue uno de los objetivos del crucero corsario de la corbeta Rosa de los Andes. Este buque atacó a la guarnición realista que la defendía y posteriormente destruyó el poblado como represalia a una celada planeada luego de la toma de la isla, y demolió la iglesia fundada por el padre Luque.
En 1870, los oficiales de la fragata Pichincha trataron de secuestrar a un grupo de mujeres taboganas que habían sido invitadas a una fiesta a bordo.
En el año 1847 se estableció una estación naval de una empresa estadounidense, y se instalaron también compañías británicas (The Pacific Steamship Navigation Co.) y australianas de vapores. Se dice que en esa época el oro circulaba por las manos de todos en la isla como jamás se había visto en esos sitios.
En los años 1849 y 1850 Taboga era el puerto de Panamá. En el Morro existía un astillero de 100 metros de largo donde se reparaban barcos. El complejo contaba con depósito, muelle, oficinas, talleres, viviendas, un hospital y un cementerio. Todavía hay vestigios de muchas de esas edificaciones. Gracias a esto, en 1870 la isla contaba con una población de 1568 habitantes.
Ese mismo 1870, unos marinos británicos protagonizaron una trifulca en el pueblo y dieron muerte al alcalde Manuel A. Fuentes.
La época de más riqueza para la isla giró en torno a la fiebre de oro en California ―en el siglo XIX― ya que la isla era paso obligatorio.
En 1887, Taboga fue visitada por el pintor francés posimpresionista, Paul Gauguin, que buscaba donde pintar lejos del bullicio de París. Coincidió su visita con la construcción del canal francés ―donde trabajó―. Las cosas no fueron como esperaba: permaneció tres meses en la isla sin tocar un pincel. Desde Panamá, Gauguin se fue a la isla caribeña de Martinica para posteriormente radicarse en la isla de Tahití.
En 1896, la isla contaba con 3130 habitantes gracias a que se habían edificado almacenes para abastecer barcos, tiendas de ropa, talleres de carpintería, panaderías, billares, locales para fiestas, pensiones, tiendas mayoristas, un pequeño mercado y tres médicos.
En 1920, el Gobierno estadounidense ―que ya estaba ocupando la Zona del Canal de Panamá― pretendió ocupar la isla de Taboga. Las fuerzas estadounidenses fueron rechazadas por el presidente Ernesto T. Lefevre.
En 1857, el Gobierno estadounidense exigió la entrega de la isla de Taboga como indemnización por los supuestos perjuicios causados por el Incidente de la Tajada de Sandía (15 de abril de 1856), en que un ciudadano estadounidense alcoholizado no quiso pagar por una tajada de sandía y generó un levantamiento de los pobladores de la Ciudad de Panamá.

Durante la Segunda Guerra Mundial, Taboga albergó una base militar estadounidense, que representó un gran impulso económico, por el número de soldados estacionados allí.
Hoy en día es un lugar turístico, por sus playas cercanas a la Ciudad de Panamá.

## Economía

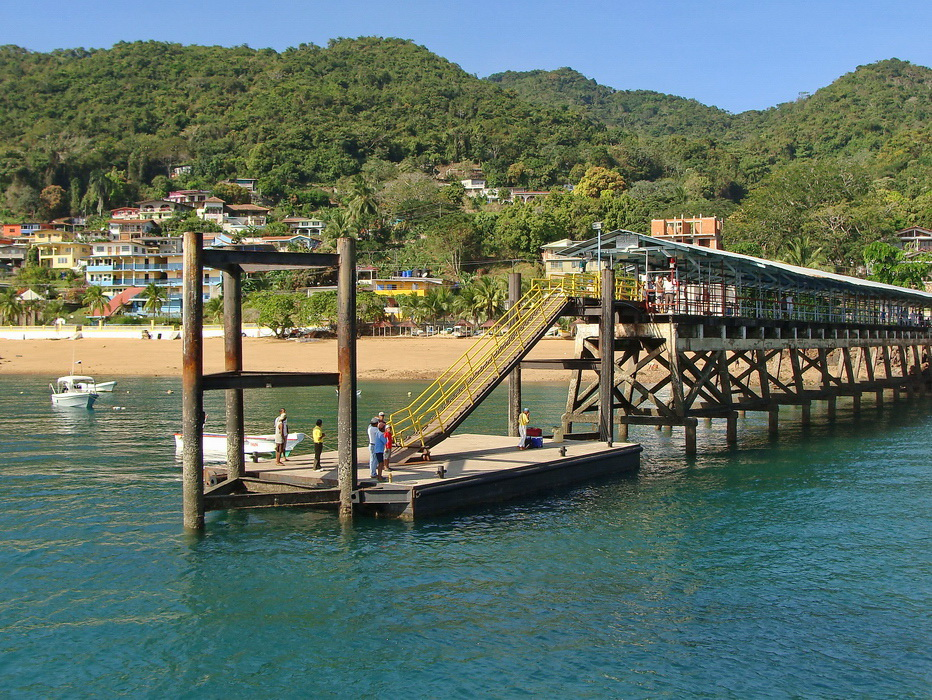
Muelle de Taboga.
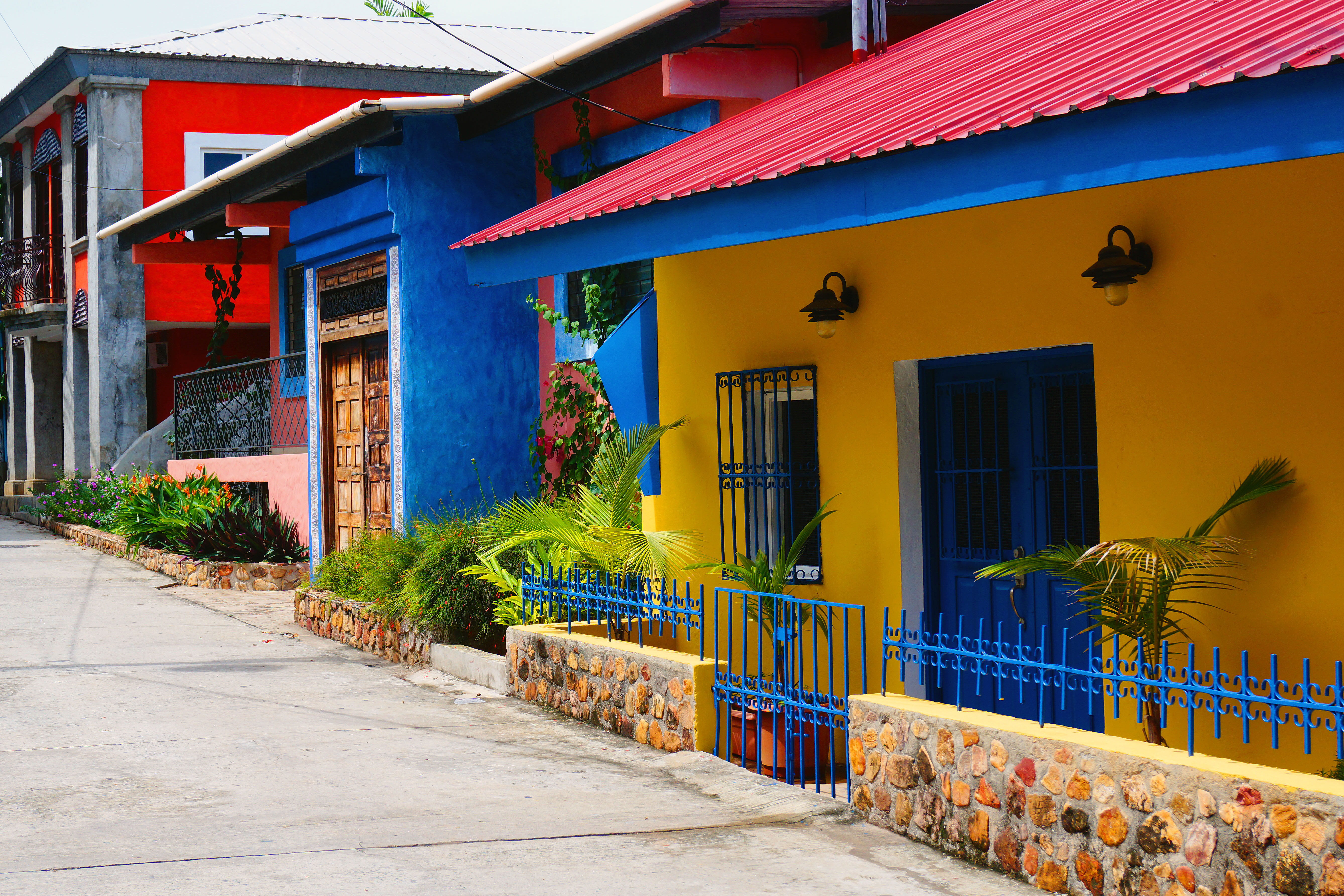
Casas
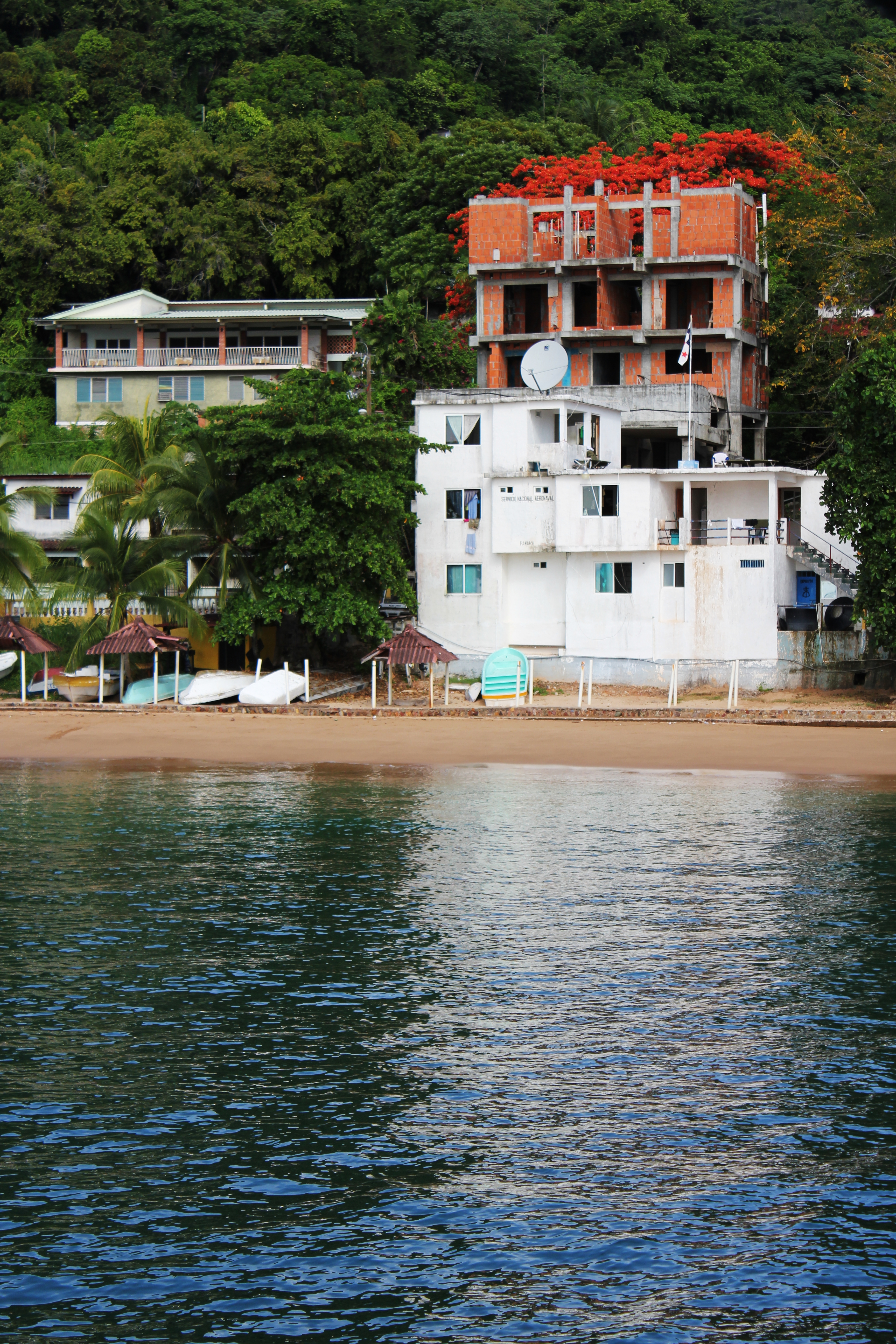
Edificio en la playa de Taboga

Aun cuando se practican la pesca y otras actividades económicas, el principal rubro de la economía de la isla es el turismo. Debido a su belleza y su cercanía con la capital panameña, Taboga se ha convertido en una popular atracción turística. Se puede llegar a ella en transbordadores que parten desde un muelle ubicado en la Calzada de Amador y tardan cerca de 45 minutos en llegar a la isla. También se puede llegar vía aérea en un hidroavion de Air Panama para llegar a la  isla.
En el poblado, que todavía conserva su aspecto original, pueden encontrarse cafeterías, bares, restaurantes y hoteles. Se han construido también aquí algunos exclusivos condominios residenciales.

## Sitios de interés
Uno de los sitios más populares es la playa de La Restinga, ubicada cerca del muelle del poblado. En esta playa, cuando la marea es baja, una barra de arena separa la isla de otra pequeña, conocida como El Morro de Taboga. Cerca de esta última playa, en las faldas de El Morro, pueden observarse aún los vestigios de un antiguo astillero. Más allá del poblado, se alza una elevación conocida como Cerro de la Cruz, por una monumental cruz que se halla en su cima. Desde este punto se puede disfrutar de excelentes vistas hacia el pueblo y hacia la vecina isla de Urabá. Además, se encuentra aquí la Cueva de San Pedro, las ruinas del Convento de españoles, ruinas colombinas y la casa de Francisco Pizarro, conquistador del Perú.

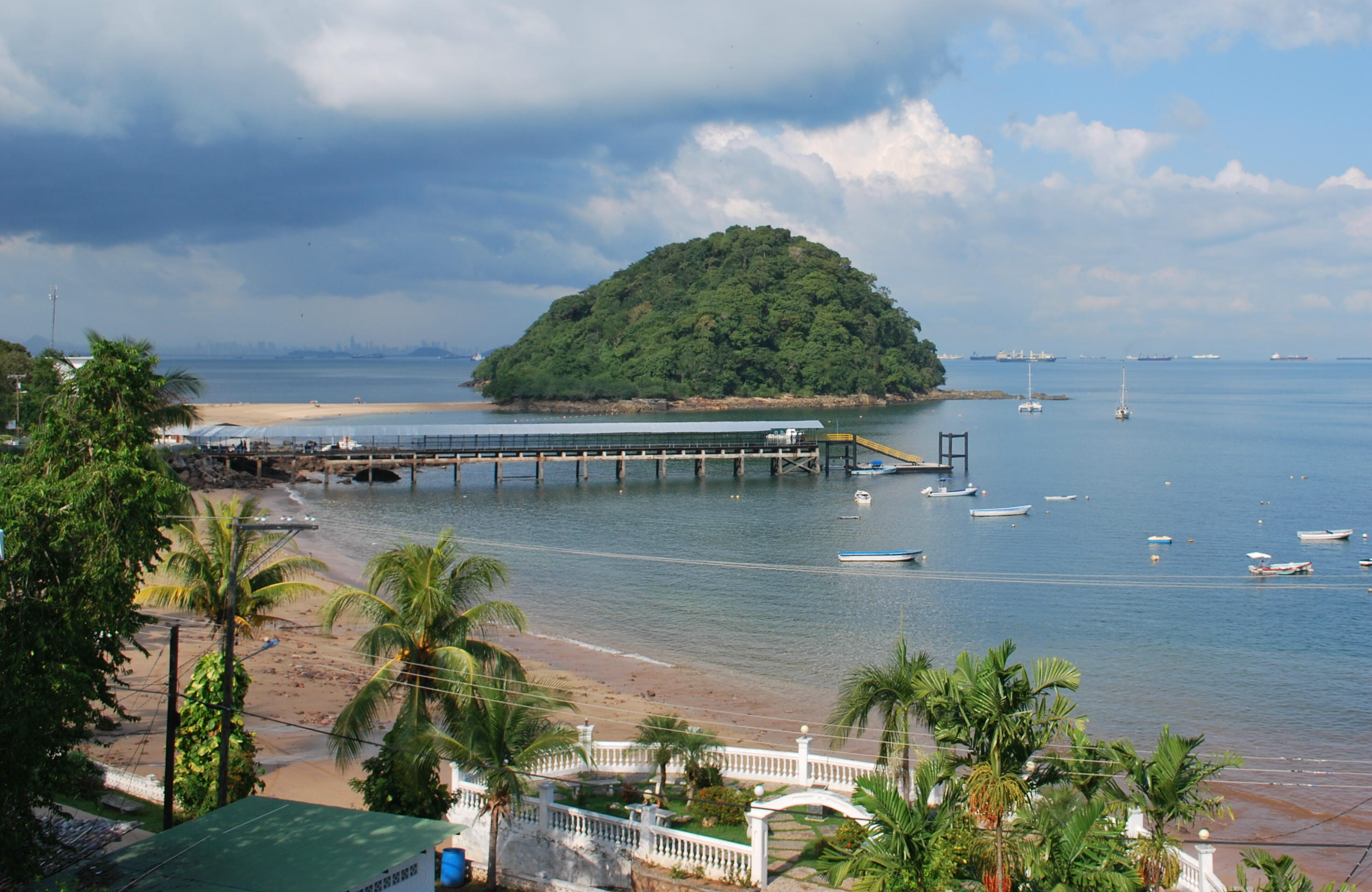
Muelle de Taboga.
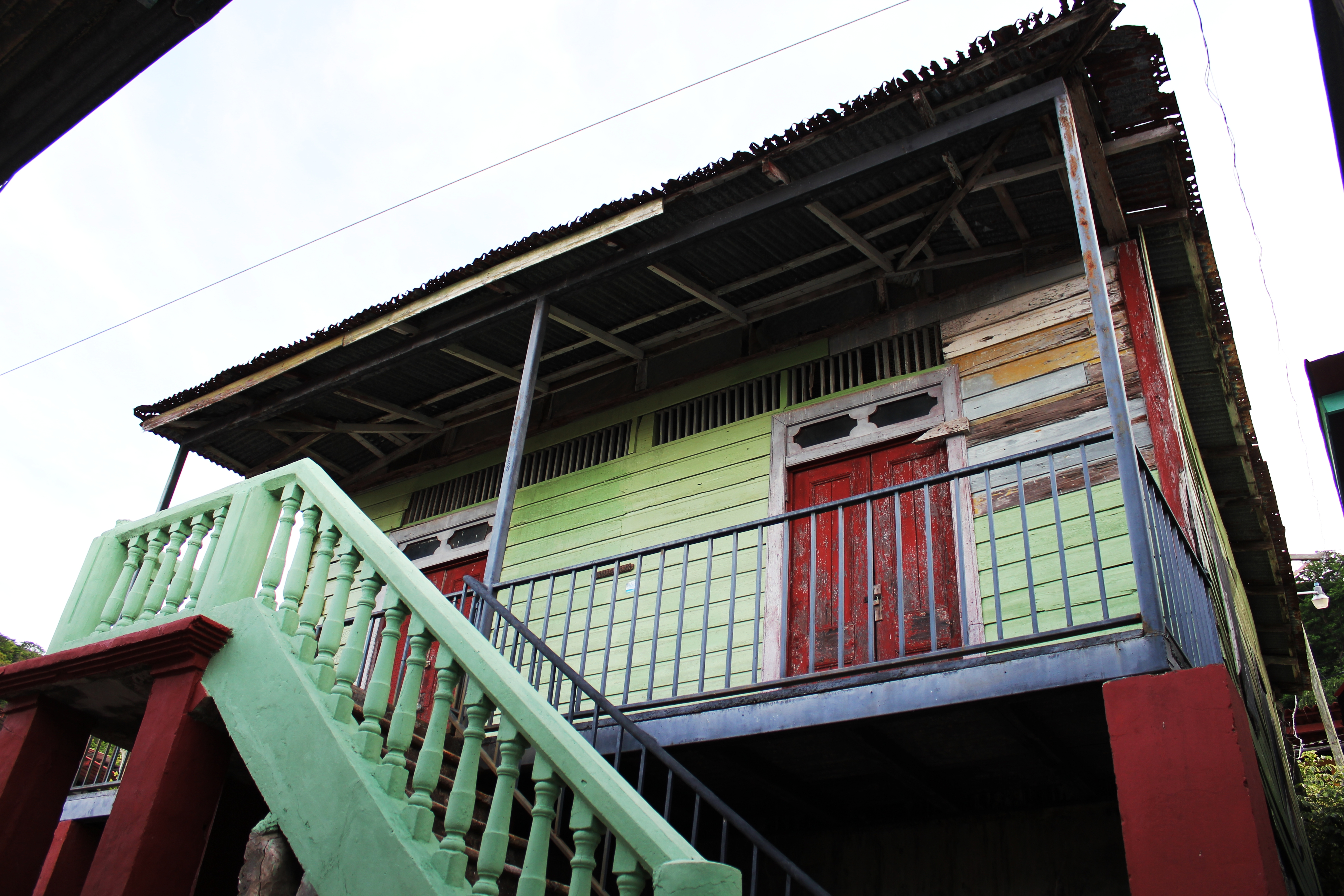
Casa del pintor panameño Roberto Lewis (1874-1949).
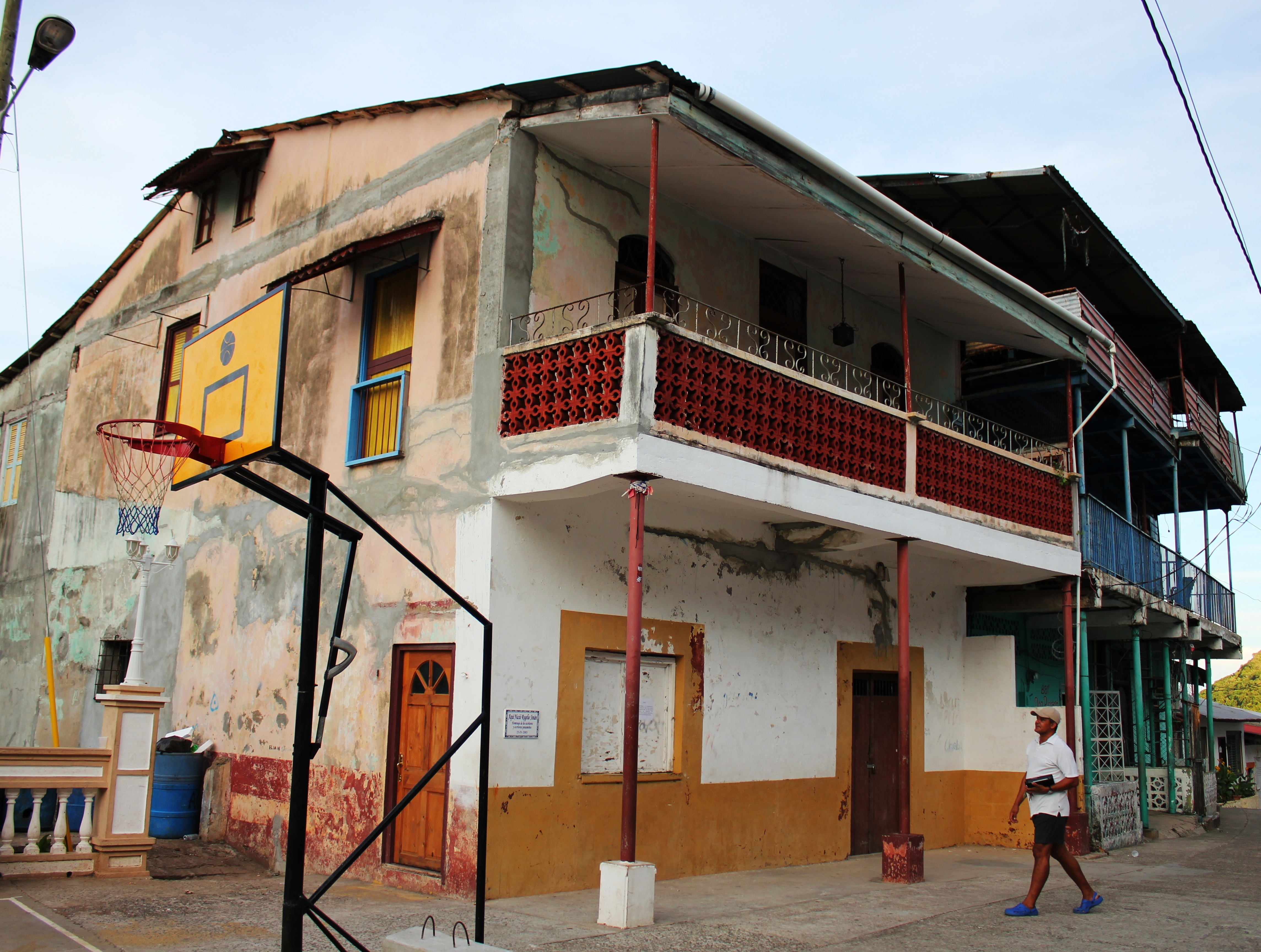
Casa del escritor vanguardista panameño Rogelio Sinán (1902-1994).

## Personalidades ilustres
- Isabel Flores Oliva (1586-1617), mística peruana que vivió y murió en Lima (Perú) y sería conocida por su seudónimo Santa Rosa de Lima (la primera santa del continente americano).
- Rogelio Sinán (1902-1994), escritor vanguardista.
- Raúl Leis (1947-2011), sociólogo, político y escritor.
- Roberto Lewis (1874-1949), pintor.[13]